# Прибой (област Перник)
Вижте пояснителната страница за други значения на Прибой.
Прибой е село в Западна България. То се намира в община Радомир, област Перник.

## География
Селото се намира на 38.797 km от София; близо е до Радомир, и е първа спирка на влака, спирка Прибой, след гарата в Радомир, по жп линията за Кюстендил.

## Обществени институции
- Кметство
- Читалище „Светлина“, което през 2006 година навършва 70 години от основаването си.

## Културни и природни забележителности
Църква „Успение Богородично“ със стенописи от 16 век. Паметник на културата. Църквата е посетена от Константин Иречек при посещенията му в България.

## Галерия
- Църквата „Света Богородица“
- Външните стенописи на църквата
- Военният паметник в село Прибой